# ガリシア大西洋諸島国立公園
ガリシア大西洋諸島国立公園（ガリシア語: Parque Nacional das Illas Atlánticas de Galicia, スペイン語: Parque Nacional de las Islas Atlánticas de Galicia）は、スペイン・ガリシア州にある国立公園。

## 地理
ガリシア州に所在する唯一の国立公園であり、シエス諸島、オンス島、サルボラ島、コルテガーダ島などが含まれる。海洋以外の面積は1,200ヘクタールであり、海洋部分の面積は7,200ヘクタールである。2002年7月1日にスペインで13番目に設置された国立公園であり、スペインで10番目に入園者数の多い国立公園である。
2021年5月22日にラムサール条約に登録された。

## 歴史
ガリシア地方沖の島々には鉄器時代以降に人類が居住していた痕跡があり、ローマ時代以降の陶器が出土している。中世には様々な修道会によって島々が占領され、教会によって土地が所有された。18世紀まで居住者があったが、海賊行為の頻発が理由で住民は島々を放棄した。
1980年にはシエス諸島に自然公園が設置され、シエス諸島は欧州連合による鳥類特別保護地域(SPA)にもなった。2002年6月13日、ガリシア州議会とスペイン国会の承認を受けてガリシア大西洋諸島国立公園が設置された。しかしわずか6か月後にはプレステージ号石油流出事故が起こり、流出した石油がコルテガーダ島以外の島の海岸に漂着した。

## 動植物
この地域の諸島には照葉樹林が生育しており、さらに200種以上の海藻が生育している。浜辺では貝類、サンゴ、イソギンチャクなどが目立っている。野生生物としてはカモメ（特にキアシセグロカモメ（Larus michahellis））、ウミウ、ウミガラス、ウミバト、イルカ、クジラ、ウミガメ、コウモリなどを見ることができる。

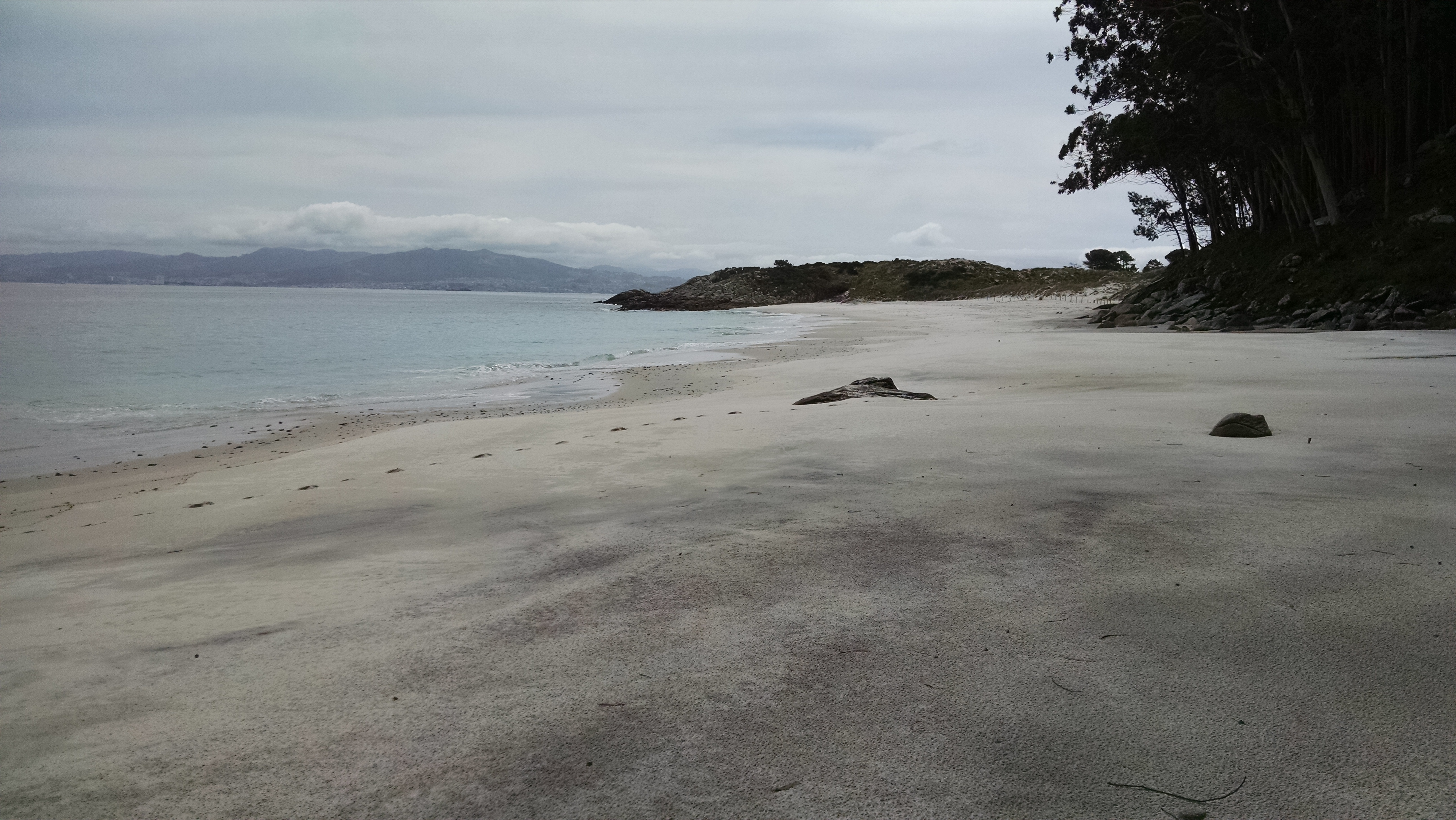
シエス諸島のモンテアグード島
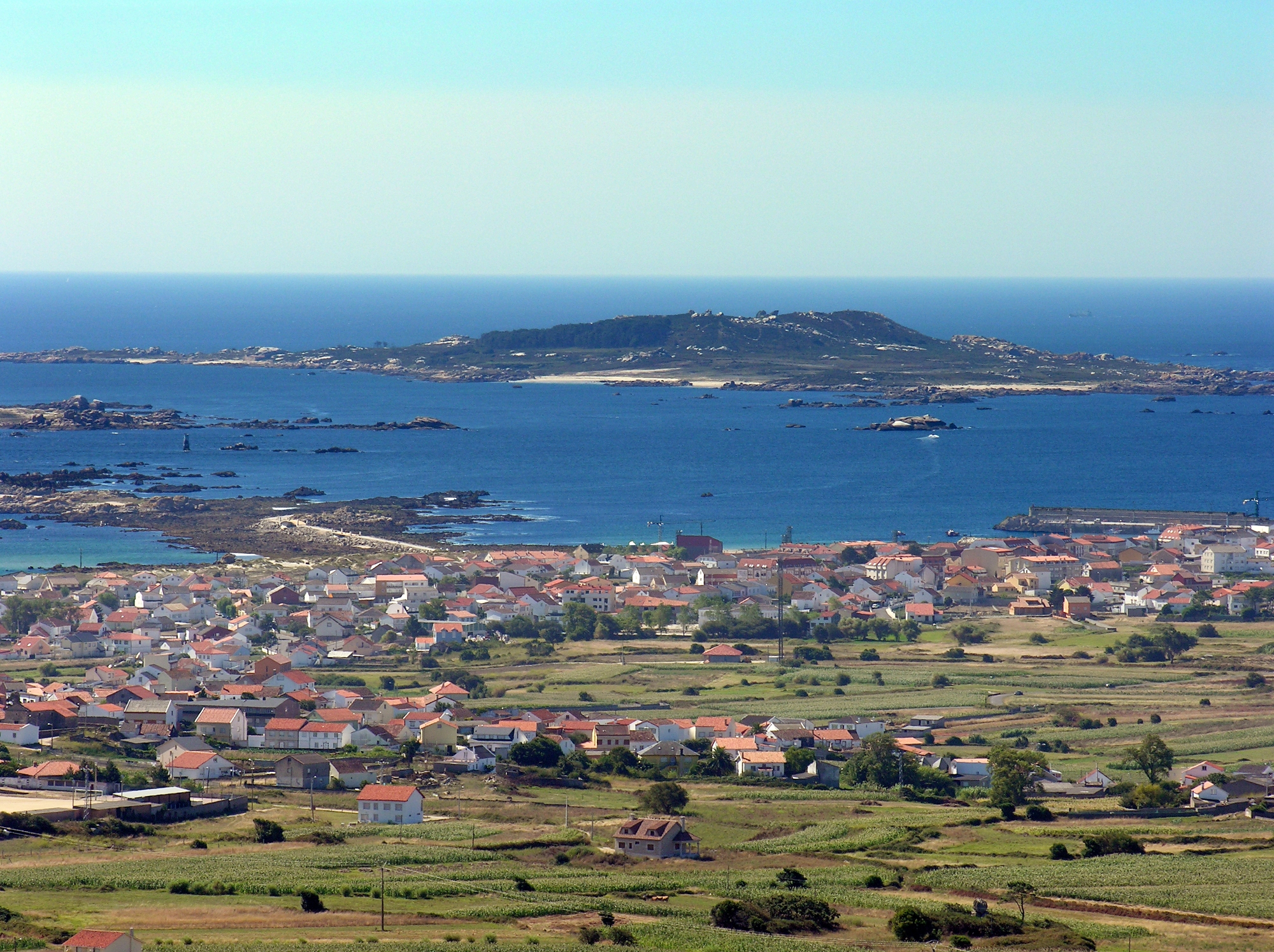
サルボラ島とアギーニョ（スペイン語版）
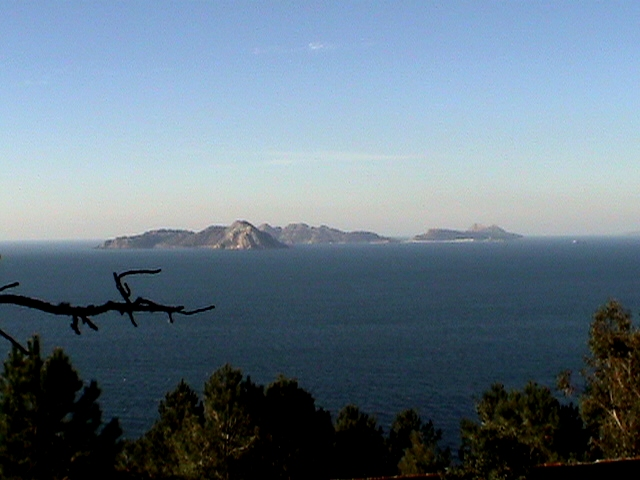
フェロ山（スペイン語版）から見たシエス諸島